# Нели Садовска
Нели Aтанасова Садовска е българска поетеса, авторка на стихосбирки с лирика.

## Биография
Родена е на 19 януари 1943 година в Босилеград, тогава все още в Царство България.
Когато е родена, баща ѝ адвокат Атанас Танчев Садовски (деец на БЗНС „Врабча 1“, а след 1945 на Българския земеделски народен съюз – Никола Петков), дотогава кмет на Брегово, е комисар в Босилеград по продоволствието след кратковременното завръщане на Западните покрайнини към България. Майка ѝ Мария Атанасова Захариева произхожда от босилеградския род на известния етнограф, фолклорист и краевед Йордан Захариев, член-кореспондент на БАН.
През 1944 г. семействата ѝ се установява в Садовец, Луковитско, родното село на баща ѝ, в което тя прекарва ранното си детство. От 1950 до 1952 година баща ѝ е интерниран в концентрационния лагер Белене на остров Персин като политически затворник, обявил се против насилствената колективизация в България и отнемането на земите от собствениците им в полза на ТКЗС; реминисценции от този период, свързани с темата за заточението, обезземляването и обезкореняването, се съдържат в книгите на поетесата „Острова“ и „Пустоцвети“ .
Нели Садовска завършва гимназия в Луковит и висше образование в Софийския университет „Св. Климент Охридски“ с първа специалност „Българска филология“ и втора специалност „Славянска филология“ (руски и хърватски език и литература) през 1966 година. Като журналист работи по теми от актуалната литературна, театрална и кинокритика, автор е на над 600 статии и рецензии за националния и регионалния печат. От 1973 със семейството си се установява в Кюстендил, отначало като специалист-уредник в отдел „Етнография и фолклор“ на Регионалния исторически музей в Кюстендил, журналист и преподавател по литература, а от 1982 като главен редактор на вестник „Руен“.
От 1987 г. живее в София, а през 1992 заминава за Виена, записвайки докторат в Института по славистика на Виенския университет, където неин научен ръководител отначало е гост-професорът Славомир Волман, а от 1994 г. проф. Сергей Аверинцев. Това е и най-продуктивният период в творчеството ѝ, през който излизат десет от дванадесетте ѝ книги (виж раздел 2.2. „Стихосбирки“). През 1994 г. е сред учредителите на Сдружението на българските писатели. След внезапното тежко заболяване (2002 – 2003) и смъртта на Аверинцев Садовска се съсредоточава изцяло върху литературната си дейност, като остава във Виена до края на живота си – общо 27 години – заедно със сина си Велизар Садовски, старши научен сътрудник в Австрийската академия на науките.
Нели Садовска умира във Виена на 23 юли 2019 година след тежко боледуване (метастазирал рак). Погребана е на Хийтцингското гробище край Шьонбрун, „последната обител на творците“ на Виена, известно с гробовете на художници като Густав Климт и Коломан Мозер, на архитекта на виенския стил сецесион Ото Вагнер, на поети като Франц Грилпарцер и композитори като Албан Берг.

## Творчество

### В сборни издания
Лирическите стихотворения на Нели Садовска излизат от 1980 година насетне в основните български литературни периодични издания като списание „Пламък“, вестниците „Литературен форум“ и „Литературен вестник“, алманасите „Море“, „Струма“, „Тракия“ и „Юг“, списанията „Демократически преглед“ и „Мост“, серията поетични сборници на Националния дворец на културата „Лирика 2005“, „Лирика 2006“, „Лирика 2007“, „Лирика 2008“, „Лирика 2009“, литературната секция на ежедневника на Съюза на демократичните сили „ Демокрация“ и др. Литературно-художественият алманах „Море“ с главен редактор Недялко Йорданов публикува в поредица броеве между 1982 и 1988 основен дял от стихотворенията, съдържащи се в първата ѝ книга „Сърце в тревите“.
Между 1990 и 2004 г. излизат от печат дванадесет стихосбирки на поетесата, публикувани в поредица от издателства като „Кръг 39“, „Отечество“, „Оммо-Галакс“, „Дилемма“, „Хейзъл“, библиотека „Art'L“ на Издателска къща „Критика и хуманизъм“, Издателско ателие „Аб“. Две от книгите са издадени повторно след изчерпване на тиражите на първите издания. Илюстрациите и оформлението на кориците са дело на водещи български художници като Васил Крапчански, Кеазим Исинов („Студенец“, „Слънчасала луна и луничаво слънце“, „Как луничавата слънчасалия сваля“, „Пълна луна за слънцето е празник“), Иван Яхнаджиев (второ издание на „Смоковницата“), Станислав Вълканов, Георги Трифонов („Неделните деца“) и др. Антологията „Стъклопис / Stained Glass“ е публикувана като двуезично издание на български и английски, като преводът е дело на филолозите Франсис М. Картър, проф. Владимир Филипов и Калина Филипова.

### Свои стихосбирки
Първата поетична книга на Нели Садовска, „Сърце в тревите“, излиза едва след промяната от 1989 със забавяне от 8 – 9 години (и отхвърляне през 1983 г. от изд. „Народна младеж“ с довода: „[...] безпартийната авторка никога не е била член на ДКМС!“) – през 1990 в издателство „Кръг 39“, създадено от поета Едвин Сугарев, основател на дисидентското литературно списание „Мост“, в което е отпечатан и цикъл стихотворения на Садовска. Още от началото на пътя ѝ в поезията творбите ѝ се радват и на положителните отзиви на емблематични творци като Борис Христов, Биньо Иванов, Недялко Йорданов, Николай Кънчев (който е и автор на рецензия за книгата ѝ „Неделните деца“), Федя Филкова, Иво Петрунов (рецензент-вносител за печат в издателство „Кръг 39“ на първото издание на „Сърце в тревите“), Екатерина Йосифова, Валентин Дишев (в чиято поредица „Art'L“ на Издателска къща „Критика и хуманизъм“ излиза втората ѝ книга „Стени под наем“), Димитър Керелезов (издател на стихосбирката ѝ „Острова“), Явор Константинов (публикувал първото издание на „Смоковницата“) и особено Анго и Ана Боянови (в чието издателство „Ango Boy“ и издателско ателие „Аб“ са отпечатани четири първи и две втори издания на стихосбирки на поетесата), на видни литературни критици като проф. Михаил Неделчев, Атанас Свиленов, проф. Богдан Богданов, доц. Цветанка Атанасова и доц. Людмила Малинова от Института за литература при БАН, както и на редактори на водещи издания за поезия и белетристика като Петър Караангов, Недялко Йорданов, Марин Георгиев, Николай Искъров.

## Произведения
- Сърце в тревите[16]. София: Издателство „Кръг 39“, поредица „Колекция 39“, № 3.
- Стени под наем[17]. София: Издателска къща „Критика и хуманизъм“, поредица „Art'L“.
- Студенец[18]. София: Дилемма, 1992.
- Острова[19]. София: Оммо-Галакс, 1994.
- Сламено легло[20]. София: Издателство „Отечество“, 1995. ISBN 954-419-051-1.
- Смоковницата[21]. София: Издателство „Хейзъл“, 1996. ISBN 954-8283-12-3
- Сърце в тревите (второ издание)[22]. София: „Ango Boy“, 1999. ISBN 954-737-020-0.
- Пустоцвети[23]. София: Издателско ателие „Аб“, 1999. ISBN 954-9885-86-0.
- Слънчасала луна и луничаво слънце[24]. София: „Ango Boy“, 1999. ISBN 954-8786-67-2.
- Смоковницата (второ издание)[25]. София: Издателско ателие „Аб“, 1999. ISBN 954-9885-14-3.
- Неделните деца[26]. София: Издателско ателие „Аб“, 2000. ISBN 954-737-106-1.
- Как луничавата слънчасалия сваля[27]. София: Издателско ателие „Аб“, 2001. ISBN 954-737-177-0.
- Пълна луна за слънцето е празник[28]. София: Издателско ателие „Аб“, 2002. ISBN 954-737-296-3.
- Стъклопис / Stained Glass[29]. София: Издателско ателие „Аб“, 2003. ISBN 954-737-381-1.

Публични представяния на творчеството на Нели Садовска се състоят в рамките на поредицата „Творци на живо“ в Националния дворец на културата, в Столичната библиотека, в предавания на Българското национално радио („Нещо повече“ по програма „Хоризонт“ с водещ Величко Конакчиев) и Българската национална телевизия („Салон на книгата“ с водещ Милка Русева), както и в Българския културен център „Дом Витгенщайн“, Виена.